# M14/41坦克
M14/41戰車是義大利於1941年開始使用的一款4人座戰車。雖然意大利皇家陸軍將其劃為中型戰車，但與其他同期坦克強國—蘇聯的T-34戰車（31噸以上）、德國的四號戰車（25噸）、美國的M3戰車（近30噸）相比，該戰車僅14噸的車重只維持在輕型戰車的級別。義大利官方將M14/41的名字取自：「M」是指「Medio」，即義大利語的中型戰車之意，而「14」是指該車車重—14公噸，「41」則是被批准量產的年份—1941年。

## 發展

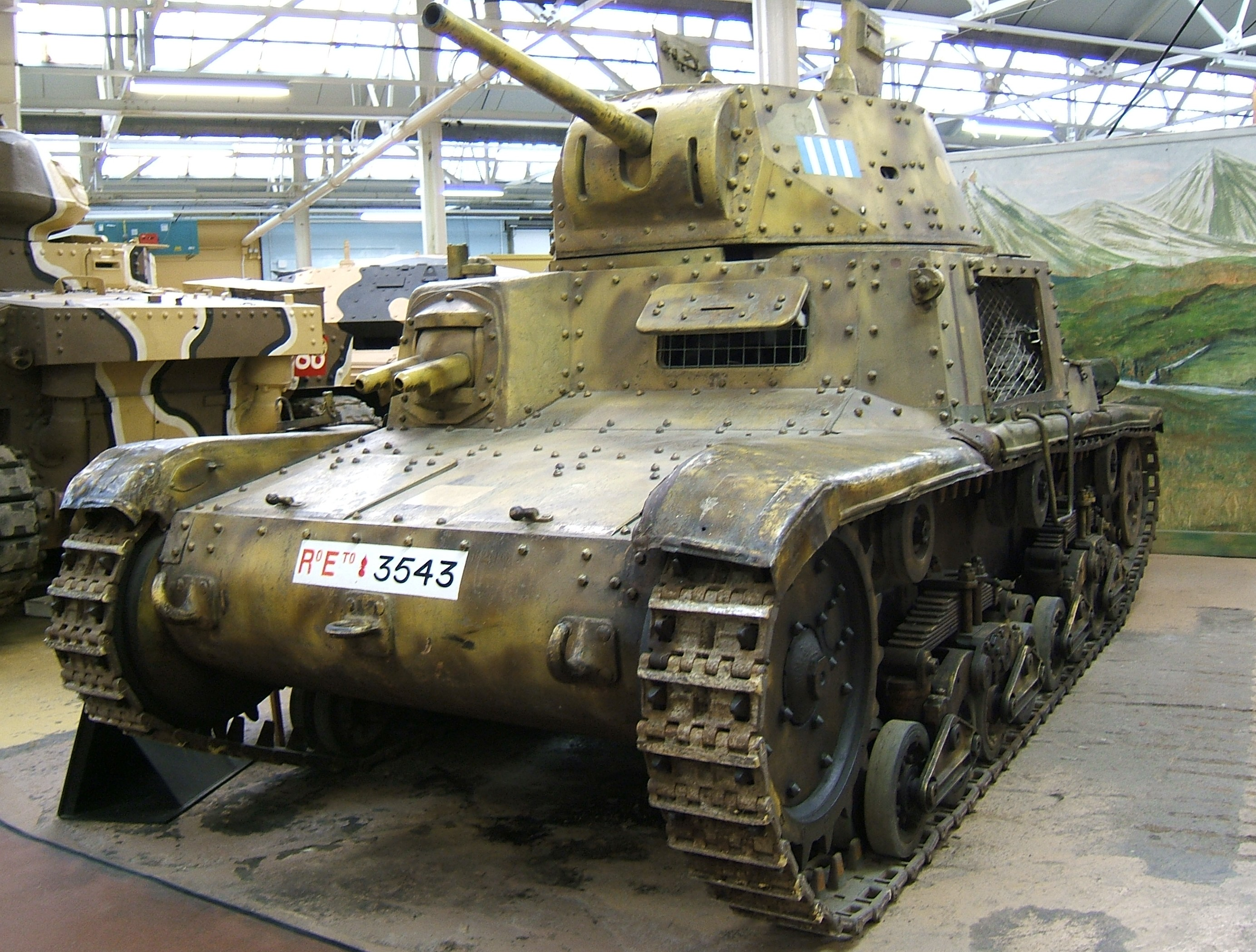
在多塞特博文顿戰車博物馆的M13/41

M14/41為義大利軍使用的M13/40戰車改良型，M13/40則是1940年初甫量產的戰車，但實戰證明了她的防禦力與速度已屬過時。在維持基本架構，只更換引擎與略增防禦力的M14/41在1941年推出，並在1941年7月起開始量產服役，並持續生產到1942年由M15/42戰車取代；M14/41戰車於1941年至1942年期間生產，包括所有衍生型共完成752輛。

## 戰鬥紀錄

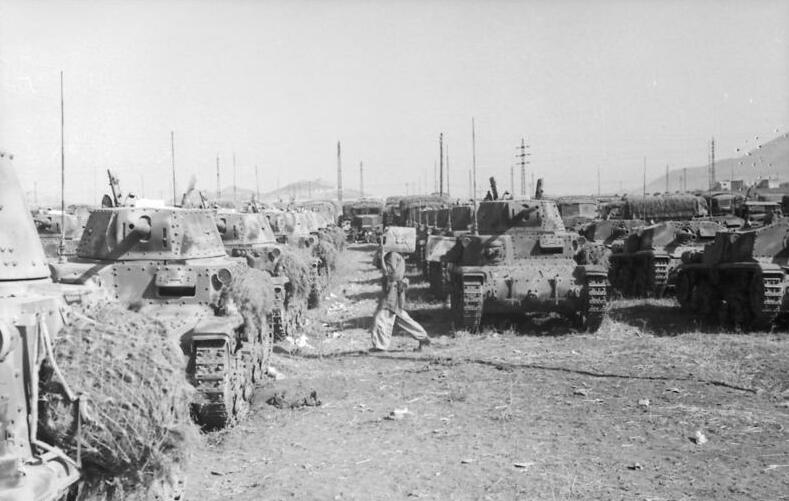
1943年9月，在整備場中的義軍M14/41坦克群。

該坦克首先被部署於北非戰場，很快的就暴露了其缺點：可靠性低、內部空間擁擠和被擊中容易起火。隨著義大利軍從北非退出，M14/41越來越少遭遇到敵人，但仍有大量的M14/41被英國與澳大利亞的部隊繳獲使用，但沒有服役很久。

## 變形
義軍曾以M14/41的底盤製造了性能不錯的90/53式自走砲。